# Millrose Games
Die Millrose Games sind jährlich im Februar in New York City ausgetragene Hallenwettkämpfe in der Leichtathletik. Es ist das älteste, ununterbrochen ausgetragene Hallenmeeting in den USA. Nach 113. Veranstaltungen in Folge, wurde am 22. Dezember 2020 veröffentlicht, dass die Armory Foundation (eine New Yorker non-profit Einrichtung) entschied die Austragung 2021 auf Grund der anhaltenden COVID-19-Pandemie abzusagen. Die Veranstaltung war in die World Athletics Indoor Tour des Leichtathletik-Weltverbandes World Athletics der Kategorie Gold aufgenommen worden und wäre am 13. Februar 2021 erstmals Bestandteil der Tour gewesen. Die 114. Austragung ist für den 12. Februar 2022 geplant.
Rechteinhaber der Millrose Games ist The Armory Foundation, Ausrichter sind die New York Road Runners.

## Geschichte
Die Millrose Games fanden 1908 erstmals statt als Angestellte des Wanamaker Department Store einen Sportklub gründeten. „Millrose“ war der Name des Landsitzes von Lewis Rodman Wanamaker in Pennsylvania. Von 1914 bis 2011 fanden sie im Madison Square Garden statt und werden seit 2012 im New Balance Track & Field Center von „The Armory“, einem ehemaligen Arsenal, im New Yorker Stadtteil Washington Heights im Norden der Insel Manhattan ausgetragen. Sinkendes Interesse und steigende Kosten hatten den Umzug erforderlich gemacht.
Ab 1916 war für zehn Jahre das Wanamaker 1 ½ Meilen-Rennen ein Höhepunkt der Wettkämpfe. Es wurde 1925 zum letzten Mal ausgetragen und von Paavo Nurmi gewonnen. 1926 wurde die Distanz verkürzt und die Wanamaker Mile ins Leben gerufen. Das Rennen wurde oft um 22 Uhr gestartet, in Anlehnung an die Tage in den 1930er Jahren, als der legendäre Sportberichterstatter Ted Husing das Rennen in seiner Radiosendung um zehn Uhr abends live übertrug. Mit dem Umzug 2012 zum Armory ersetzte eine ganztägige Samstagveranstaltung für bis zu 8000 Zuschauern und mehr Sportlern und Disziplinen das Freitagabendformat.
Bis 2011 waren in 18 Jahren $US 50 Millionen für Renovierungen aufgewendet worden und so wartete die Anlage mit einer 200-Meter-Laufbahn mit dem „weltschnellsten Hallenbelang“ auf. 
Auch in Bezug auf ihre Anti-Doping-Statuten haben die Millrose Games einen Namen: Um die Spiele sauber zu halten, werden keine Wettkämpfer eingeladen, die eine Dopingvergangenheit haben.
Die Millrose Games waren Teil der US-amerikanischen Golden Spike Tour und wären 2020 erstmals Station in der World Athletics Indoor Tour der Kategorie Gold des Leichtathletikweltverbandes World Athletics gewesen.